# Georges Pellissier
Georges Pellissier, född 1852 i Montflanquin, död 1918, var en fransk litteraturhistoriker. 
Pellissier, som var lärare i retorik vid lyceet Janson-de-Sailly i Paris, författade ett stort antal skarpsinniga arbeten i sitt lands litteraturhistoria, bland annat om Guillaume du Bartas (1883), Le mouvement littéraire au XIX:e siécle (1889; 3:e upplagan 1893, prisbelönt av Franska akademien), två band Essais de littérature contemporaine (1893-94), två band Études de littérature contemporaine (1898, 1900), Le mouvement littéraire contemporain (1901), Étude de littérature et de morale contemporaines (1905) och Voltaire philosophe (1908) samt en på sin tid mycket använd fransk metrik (1884; 3:e upplagan 1894). Pellissier lämnade även  förträffliga antologier ur såväl äldre som nyare fransk vitterhet.